# Schizaea sprucei
Schizaea sprucei là một loài dương xỉ trong họ Schizaeaceae. Loài này được Hook. mô tả khoa học đầu tiên năm 1867.